# Phyllachne colensoi
Espèce
Phyllachne colensoi est une espèce de plantes à fleurs dicotylédones de la famille des Stylidiaceae, originaire de Nouvelle-Zélande et de Tasmanie.
Ce sont des plantes herbacées vivaces formant des coussins plats, compacts et durs, pouvant atteindre 10 cm de haut pour un diamètre de 20 à 40 cm. Cette espèce se rencontre dans des habitats de haute montagne, dans les prairies et les lieux rocailleux exposés.

## Synonymes
Selon The Plant List (25 avril 2019) :
- Helophyllum colensoi Hook.f.
- Helophyllum muscoides Colenso

## Étymologie
L'épithète spécifique, colensoi, est un hommage à William Colenso (1811-1899), missionnaire chrétien,  botaniste et explorateur cornique en Nouvelle-Zélande.